# Elite Model Management
Elite Model Management, skraćeno Elite je modna agencija osnovana 1972. godine u Parizu. Agencija danas predstavlja 800 modela s pet kontinenata.
Elite predstavlja ili je predstavljala neke od najznačajnijih modela poput Naomi Campbell, Elle MacPherson, Tyre Banks, Heidi Klum, Adriane Lime, Gisele Bundchen i Cindy Crawford.

## Vanjske poveznice
- Sluižbena stranica EMM-a
- Elite World  Arhivirana inačica izvorne stranice od 1. svibnja 2012. (Wayback Machine)
- Elite Milano